# Championnat de Suisse de tchoukball
Pour les articles homonymes, voir Ligue nationale A.
Le championnat de Suisse de tchoukball est une compétition annuelle organisée par Swiss Tchoukball.

## Format de la compétition
Dans les deux ligues, chaque équipe joue deux fois contre les autres. En ligue A, des playoffs permettent de déterminer le champion. Au terme de la saison, les deux derniers de la ligue A et les deux premiers de la ligue B jouent les promotions-relégations.
Le champion obtient un ticket pour l'European Winners' Cup.

## Palmarès
La première équipe de Val-de-Ruz (aujourd'hui Val-de-Ruz Flyers) est la plus titrée avec 14 titres de champion de Suisse de tchoukball.
| Année     | Champion                     | Score                        | Finaliste                    |
| --------- | ---------------------------- | ---------------------------- | ---------------------------- |
| 1993      | Val-de-Ruz                   |                              |                              |
| 1994      | Val-de-Ruz (2)               |                              |                              |
| 1995      | Val-de-Ruz (3)               |                              |                              |
| 1996      | Val-de-Ruz (4)               |                              |                              |
| 1997      | Val-de-Ruz (5)               |                              |                              |
| 1998      | Val-de-Ruz (6)               |                              |                              |
| 1999      | Val-de-Ruz (7)               |                              |                              |
| 2000      | Val-de-Ruz (8)               |                              |                              |
| 2000-2001 | Val-de-Ruz (9)               |                              |                              |
| 2001-2002 | Val-de-Ruz (10)              |                              |                              |
| 2002-2003 | Val-de-Ruz (11)              | 63-58                        | La Chaux-de-Fonds            |
| 2003-2004 | Lausanne                     | 58-56                        | Genève                       |
| 2004-2005 | Lausanne (2)                 | 59-54                        | Genève                       |
| 2005-2006 | Lausanne 1 (3)               | 64-40                        | Meyrin                       |
| 2006-2007 | Lausanne 1 (4)               | 59-49                        | Genève 1                     |
| 2007-2008 | Lausanne 1 (5)               | 2-0*                         | La Chaux-de-Fonds            |
| 2008-2009 | Genève 1                     | 2-0*                         | Lausanne 1                   |
| 2009-2010 | Chambésy                     | 2-0*                         | Val-de-Ruz 1                 |
| 2010-2011 | Val-de-Ruz 1 (12)            | 2-1*                         | Lausanne                     |
| 2011-2012 | Chambésy Panthers (2)        | 2-0*                         | Val-de-Ruz Flyers            |
| 2012-2013 | Chambésy Panthers (3)        | 2-1*                         | Val-de-Ruz Flyers            |
| 2013-2014 | Chambésy Panthers (4)        | 2-0*                         | Piranyon Origin              |
| 2014-2015 | Chambésy Panthers (5)        | 2-0*                         | Val-de-Ruz Flyers            |
| 2015-2016 | Meyrin-Chambésy Panthers (6) | 2-0*                         | Val-de-Ruz Flyers            |
| 2016-2017 | Meyrin Panthers (7)          | 2-0*                         | Lausanne Olympic             |
| 2017-2018 | La Chaux-de-Fonds            | 2-1*                         | Val-de-Ruz Flyers            |
| 2018-2019 | Val-de-Ruz Flyers (13)       | 82-81**                      | Meyrin Panthers              |
| 2019-2020 | Annulé en raison du Covid-19 | Annulé en raison du Covid-19 | Annulé en raison du Covid-19 |
| 2020-2021 | Annulé en raison du Covid-19 | Annulé en raison du Covid-19 | Annulé en raison du Covid-19 |
| 2021-2022 | Geneva Dragons (2)           | 77-70**                      | La Chaux-de-Fonds Beehives   |
| 2022-2023 | Val-de-Ruz Flyers (14)       | 88-68**                      | Geneva Dragons               |
| 2023-2024 | Geneva Dragons (3)           | 71-70**                      | Val-de-Ruz Flyers            |
| 2024-2025 | Geneva Dragons (4)           | 95-83**                      | Lausanne Olympic             |

*De la saison 2007-2008 jusqu'à la saison 2017-2018, les finales du championnat se jouent sous forme de playoffs au meilleur des trois matchs.
**Dès de la saison 2018-2019, la finale a eu lieu dans le cadre de la journée des finales et s'est jouée en un match gagnant.